# هاینریش ریکرت
هاینریش ریکرت (آلمانی: Heinrich Rickert; ۲۵ مهٔ ۱۸۶۳ – ۲۵ ژوئیهٔ ۱۹۳۶) یک فیلسوف اهل آلمان بود.
هاینریش ریکرت (1863-1936) در واقع یکی از فیلسوفان برجستۀ نئوکانتی در آلمان و شخصیت مهمی در بحث مبانی علوم اجتماعی در ربع اول قرن بیستم بود. دیدگاه های او بسیار تأثیرگذار بود، و بیشترین تأثیر را بر ماکس وبر داشت. محدودیت های شکل گیری مفهوم در علوم طبیعی [1] مهمترین اثر ریکرت است. این کتاب معرفت شناسی و فلسفه علم وی را ارائه می دهد و به ویژه به معرفت تاریخی (historical knowledge ) و مسئله مرزبندی طبیعی از علوم انسانی می پردازد. نظریۀ ریکرت هم از پوزیتیویسم و هم از ایدئالیسمِ نئو هگلی خارج می شود.